# TV Kids
TV Kids foi um programa infantil de televisão brasileiro exibido e produzido pela RedeTV!. Estreou no dia 5 de junho de 2006, focado em maior parte na transmissão de desenhos animados e séries infanto-juvenis.
Inicialmente o programa foi dedicado à transmissão apenas de animações japonesas, baseado no sucesso de outros programas infantis como Band Kids e TV Globinho. Muitas vezes já foi cancelado e retornou à programação no decorrer dos anos. Por um tempo chegou a ter patrocínio da Dolly e consequentemente ganhou uma apresentadora, além de buscar maior foco em outros tipos de animações infantis. Algumas de suas séries de maior sucesso foram  Pokémon, Fullmetal Alchemist, Chaotic, TWF, Ryukendo, Super Onze, Hunter X Hunter e Ilha dos Desafios.
Em seus últimos anos o programa sofreu mudanças drásticas no formato e conteúdo, passando a ser voltado mais para o público pré-escolar e a ter palhaços como apresentadores.

## História

### 2006–2007: Estreia eTV Clubinho
O programa estreou no dia 5 de junho de 2006 nas tardes do canal, como uma atração focada em animes distribuídos pela Swen Entretenimentos, representante da Televix no Brasil. Os primeiros animes a serem transmitidos foram Fullmetal Alchemist, na versão ocidental censurada pela empresa, e Super Campeões, numa continuação da transmissão da Rede Manchete na temporada Road to 2002, coincidindo com a época de Copa do Mundo. Em meio a boa audiência no ibope do canal que atingiu 5 pontos, foram comprados ainda pro ano seguinte os animes Hunter X Hunter (numa versão censurada e com uma abertura dublada) e Viewtiful Joe. Ambos os animes também deram ótimos rendimentos.
No ano seguinte, em 2007, foi lançado um bloco irmão ao TV Kids na Rede TV! chamado TV Clubinho, destinado ao público pré-escolar com transmissão de séries derivadas do Nick Jr. tais como Dora, a Aventureira, Go, Diego, Go! e Backyardigans. No entanto, no mesmo ano, o canal cancelou os dois programas por motivos desconhecidos.

### 2008–2012:Pokémon, adição de apresentadora e novas animações
Depois de quase um ano após sua primeira saída, o canal passou a transmitir a partir de junho de 2008 o anime Pokémon, na época sendo um tapa-buraco nas tardes da programação. Diante do sucesso do anime, o canal logo adquiriu mais séries como o desenho animado americano Chaotic e o tokusatsu Ryukendo, em seguida retornando a reabrir o bloco TV Kids com uma nova abertura e logotipo indicando uma nova fase.
Em agosto de 2009, completando os três anos do programa, o canal anunciou a estreia de novas atrações, como TWF, Dinossauro Rei, Pokémon Crônicas, além da 5ª temporada de Pokémon (não apresentada antes). Porém, a transmissão durou pouco tempo, pois no mesmo mês das estreias o canal começou a cortar a exibição do programa para exibição de infomerciais, exceto em São Paulo. Durante esse tempo, o canal foi adquirindo novos atrações, porém sua transmissão permaneceu apenas disponível em algumas poucas cidades do sudeste deixando sua programação em outros estados inédita. No final do ano, o programa ganhou uma apresentadora, com o nome de Samille Araujo, licenciada pela Dolly.
Em abril de 2010, teve a estreia de Digimon 4 na programação, infelizmente barrado pelos infomerciais cobrindo sua programação. Os infomerciais só foram finalmente tirados da programação no dia 7 de junho com a estreia do anime Super Onze e da animação canadense Ilha dos Desafios. Ambos as novidades arrecadaram muito sucesso fazendo o canal até mesmo adquirir a segunda temporada de Ilha dos Desafios intitulada Luzes, Drama, Ação. E em outubro, o canal começou a passar Yu-Gi-Oh! GX em sua programação, apenas transmitindo a 3ª temporada.
No começo de 2011, o canal fez um contrato para transmissão de desenhos animados da Nickelodeon, porém no mesmo ano houve uma decaída, sem ter novas estreias e reprisando muito seus programas anteriores até chegar num desgaste que resultou em um segundo cancelamento no dia 12 de abril de 2012 sendo substituído pelo game show Estação Teen.

### 2012–2013: Reprises e mudança de horário
Depois de sair do ar em abril, o programa voltou a ser exibido como um tapa-buraco ocasional na programação com Pokémon nos domingos. Logo depois, no dia 25 de junho, foi anunciado o retorno do bloco desta vez nas manhãs e indicando uma nova fase com uma nova abertura, além da estreia do desenho animado Johnny Test, ao lado de reprises de Pokémon e Yu-Gi-Oh! GX. Um segundo horário à tarde também foi lançado nesse meio tempo. Em agosto, o programa adquiriu os direitos de exibição da segunda temporada de Gormiti que estreou no horário matinal. Na época o canal tinha fechado uma aparente parceria com a Marathon e chegou a comprar Três Espiãs Demais e Redakai. Contudo, no dia 4 de março, seu horário da tarde foi substituído pela novela Betty, a Feia e no dia 8 de abril, seu horário matinal foi substituído pelo programa Morning Show. Após isso, o programa passou a ser um tapa-buraco ocasional da emissora apresentando apenas Johnny Test em variados horários e as demais aquisições foram desmanchadas.

### 2014–2018: Palhaços e foco no público pré-escolar
Depois de um tempo que o programa ficou fora do ar, o canal tentou fazer uma negociação com os palhaços Patati Patatá, ex-apresentadores infantis do SBT para comandar um programa infantil no canal, no entanto as negociações não foram adiante. Meses depois em dezembro do mesmo ano o canal divulgou um teaser de uma nova temporada do TV Kids, desta vez apresentada pelos palhaços Teleco e Teco. Nessa fase o programa sofreu uma mudança drástica, dando grande foco nos apresentadores (que inclusive apresentavam histórias próprias em animação feitas por Rafael B. Dourado) e tendo animações nacionais oriundas da Vídeo Brinquedo: Os Carrinhos, Abelhinhas e Escola de Princesinhas. No entanto mesmo com as novidades o programa teve sua última edição no dia 27 de fevereiro de 2015, por falta de audiência a ponto de registrar "traço reto".
Muito tempo depois do término do programa, em novembro de 2015, a RedeTV! adquiriu um pacote de animações, entre elas o longa-metragem Planeta Hulk. As animações especulavam o retorno do TV Kids, no entanto meses depois do anúncio, a RedeTV! informou não ter nenhuma previsão do retorno do bloco devido à uma alteração no planejamento da grade de programação de 2016 do canal.
Em janeiro de 2017, o diretor do canal Elias Abrão chegou a especular, em seu perfil no Twitter, o retorno do bloco TV Kids à emissora, depois de quase dois anos fora do ar. No entanto, não deu mais detalhes sobre a reestreia do bloco, até onze meses depois, quando Elias Abrão voltou a comentar em seu perfil no Twitter sobre o retorno do bloco infantil. O programa retornou no dia 18 de dezembro, às 9 da manhã com o desenho pré-escolar Pororo e um quadro com uma apresentadora apresentando histórias com brinquedos. O diretor também revelou que no bloco a partir de 2018 haveria o retorno de Pokémon na programação, após cinco anos fora do bloco atendendo o pedido dos fãs. O anime teria sido anunciado como uma reestreia no bloco no dia 1 de março, no entanto acabou tendo sua estreia anunciada em um outro programa infantil a estrear na emissora, denominado Turma da Pakaraka. O anime foi exibido em uma versão remasterizada em alta definição, sendo esta a primeira vez que o anime foi exibido nesse formato no país.
Pokémon foi ao ar dentro do Turma da Pakaraka (usando palhaços apresentadores oriundos de uma parceria com a Ultrafarma), em 19 de março de 2018, às 9h. No entanto entanto por conta da baixa audiência o programa foi cancelado. Pokémon ainda voltou ao ar posteriormente em 9 de maio, ao horário clássico das 18:00, porém foi retirado do ar depois de poucos dias. Os dois primeiros filmes de Pokémon ainda chegaram a ser transmitidos no mesmo ano como tapa-buracos nos finais de semana.